# مونته کاستلو
مونته کاستلو (انگلیسی: Montecastello) یک کومونه در ایتالیا است که در استان آلساندریا واقع شده‌است.

## خصوصیات
مونته کاستلو ۷٫۶ کیلومترمربع مساحت و ۳۳۹ نفر جمعیت دارد و ۱۱۶ متر بالاتر از سطح دریا واقع شده‌است.